# Blénod-lès-Toul
Blénod-lès-Toul é uma comuna francesa na região administrativa de Grande Leste, no departamento de Meurthe-et-Moselle. Estende-se por uma área de 17,6 km². Em 2010 a comuna tinha 1 081 habitantes (densidade: 61,4 hab./km²).